# Ash Crimson
Ash Crimson (アッシュ・クリムゾン, Asshu Kurimuzon) est un personnage créé par SNK Playmore de la série The King of Fighters,. Ash fait sa première apparition dans The King of Fighters 2003 en tant que leader de la formation « Hero Team ».

## Biographie fictive

### King of Fighters 2003
Ash est le chef de la nouvelle équipe de héros (composée également de Duo Lon et Shen Woo). Ensemble, ils ont fait leur apparition dans The King of Fighters 2003. Ses motivations pour y participer, même si elles ne sont pas explicitement exprimées, sont probablement de prendre les puissances des descendants des clans qui ont scellé Orochi il y a 1 800 ans (Kyo Kusanagi, Iori Yagami et Chizuru Kagura). À la fin du tournoi KOF 2003, et profitant de l'issue de la bataille entre Mukai et les trois descendants des clans, il réussit à voler le miroir Yata de Chizuru.

### King of Fighters XI
Pendant le tournoi The King of Fighters XI, il s'associe à Oswald et à Shen Woo. Après la défaite de Magaki, il laissa ses deux coéquipiers s'entre-battre à cause d'une habile ruse de sa part et rejoignit l'équipe Kyo/Iori/Shingo Yabuki. Mais devant l'atmosphère de l'imminence du retour d'Orochi, Iori entra en "Riot of the Blood" et mit hors état de combattre ses deux coéquipiers. Ash n'eut pourtant pas de peine à vaincre Iori, et quand l'équipe rivale (Elisabeth Blanctorche/Benimaru Nikaido/Duo Lon) arriva sur les lieux, Ash démontra le nouveau pouvoir qu'il venait d'acquérir (flammes mauves), désigna Kyo Kusanagi comme sa prochaine victime et disparut.

### King of Fighters XIII
Les motivations d'Ash seront finalement révélées durant le tournoi du The King of Fighters XIII. Descendant lointain de Saiki, maître de Mukai et de Magaki, Ash avait pour mission de voyager dans le futur pour préparer le terrain à la domination des Those from the Past, cartel de Saiki. Ce dernier, malgré l'absorption des pouvoirs de Mukai, éprouvera des difficultés à vaincre les héros. Ash en profitera pour remplir son double agenda, l'absorption des trésors sacrés ayant été une couverture pour acquérir la confiance de Saiki mais également pour l'absorber lui aussi. Mais l'opération ne tourne pas comme il l'espérait, et les héros auront à combattre un nouveau combattant, Evil Ash, fusion d'Ash et Saiki. Après la défaite de ce dernier, Ash regagnera son corps et empêchera l'esprit de Saiki de regagner le vortex menant au passé, détruisant le leader des Those from the Past. Mais le paradoxe temporel engendré par la mort de son ancêtre entraînera également la disparition d'Ash quelques instants plus tard, sous les yeux en larmes d'Elisabeth.